# Лукин, Василий Петрович
Василий Петрович Лукин (1918—1985) — участник Великой Отечественной войны, командир авиаэскадрильи 287-го истребительного авиационного полка (269-я истребительная авиационная дивизия, 14-я воздушная армия, 3-й Прибалтийский фронт), капитан. Герой Советского Союза (1944), Военный лётчик 1-го класса.

## Биография
Родился 29 января (12 февраля по новому стилю) 1918 года в селе Пономарёво (ныне Измалковского района Липецкой области). Русский.
В 1933 году окончил 7 классов школы (посёлок Измалково), в 1937 году — 2 курса вечернего медрабфака (город Таганрог Ростовской области). Работал на заводе в Таганроге. В 1938 году окончил Таганрогский аэроклуб.
В Красной Армии с ноября 1938 года. В 1940 году окончил Качинскую военную авиационную школу лётчиков. Служил в строевых частях ВВС (в Киевском военном округе).
Участник Великой Отечественной войны с самого её начала:
- в июне−сентябре 1941 — командир звена 88-го истребительного авиационного полка (Юго-Западный фронт),
- в сентябре 1941−июне 1942 — помощник командира авиаэскадрильи 249-го истребительного авиационного полка (ПВО г. Москвы),
- в июне−августе 1942 — помощник командира авиаэскадрильи 721-го истребительного авиационного полка (Брянский фронт).

Участвовал в обороне Киева и Москвы. 18 августа 1941 года над г. Днепропетровском его самолёт был подбит зенитной артиллерией, получил лёгкие осколочные ранения правой руки и ноги. В 1943 году окончил Липецкие курсы усовершенствования командного состава.
- В январе−сентябре 1943 — помощник командира 287-го истребительного авиационного полка по воздушно-стрелковой службе,
- в сентябре 1943−июне 1944 — командир авиаэскадрильи 845-го истребительного авиационного полка,
- с июня 1944 года вновь воевал в составе 287-го истребительного авиационного полка на должностях командира авиаэскадрильи и помощника командира полка по воздушно-стрелковой службе.

Сражался на Воронежском, Волховском, Ленинградском, 3-м Прибалтийском и 2-м Белорусском фронтах. Участвовал в Острогожско-Россошанской и Воронежско-Касторненской операциях, снятии блокады Ленинграда, освобождении Прибалтики, Висло-Одерской и Берлинской операциях.
Всего за время войны совершил 355 боевых вылетов на истребителях И-16, ЛаГГ-3, Як-1, Як-7, Як-9 и Як-3; провёл 40 воздушных боёв, в которых сбил лично 16 и в составе группы 1 самолёт противника. По данным наградного листа, к маю 1945 года одержал 19 личных и 1 групповую побед.
Участник Парада Победы 24 июня 1945 года.
После войны продолжал службу в строевых частях ВВС (в Северной группе войск, в Группе советских войск в Германии, в Туркестанском военном округе), командовал авиаэскадрильей, был заместителем командира и командиром полка. В 1951 году окончил Липецкие высшие офицерские лётно-тактические курсы, в 1957 году — Военно-воздушную академию (Монино). Был заместителем командира дивизии (в Прибалтийском военном округе). Майор (1947—1949), полковник (с 1957 года).
После ухода с лётной работы в 1961 году — начальник смены − ответственный дежурный по командному пункту авиакорпуса (в Группе советских войск в Германии). С июля 1966 года полковник В. П. Лукин находился в запасе.
Жил и работал в Москве. Умер 7 декабря 1985 года. Похоронен на Кузьминском кладбище в Москве (участок 43а).

## Награды
- За мужество и героизм, проявленные в боях, указом Президиума Верховного Совета СССР от 26 октября 1944 года капитану Лукину Василию Петровичу присвоено звание Героя Советского Союза с вручением ордена Ленина и медали «Золотая Звезда» (№ 5410).
- Награждён тремя орденами Красного Знамени (февраль 1944, август 1944, июнь 1945), орденами Отечественной войны 1-й (1985) и 2-й (1943) степеней, двумя орденами Красной Звезды (1941, 1954), а также медалями.